# ブリャンスク公
ブリャンスク公（ブリャンスクこう、ロシア語: Брянский Князь）は、ブリャンスク公国の君主の称号である（「公」はクニャージからの訳出による）。公・公国の名は、その中心都市だったブリャンスクによる。また、ブリャンスク公はチェルニゴフ大公の称号を兼ねた。

## ブリャンスク公の一覧
ルーシ期
- ロマン・ミハイロヴィチ：1246年 - 1268年
- オレグ・ロマノヴィチ(ru)：1288年 - 14世紀端境期
- ヴァシリー・アレクサンドロヴィチ：? - 1309年、1310年 - 1314年
- スヴャトスラフ・グレボヴィチ：1309年 - 1310年
- ドミトリー（ロマノヴィチもしくはアレクサンドロヴィチ）：1314年 - 1333年以前
- グレプ・スヴャトスラヴィチ：1333年 - 1340年
- ドミトリー（ロマノヴィチもしくはアレクサンドロヴィチ）：? - 1356年
- ヴァシリー・イヴァノヴィチ：1356年

リトアニア期
- ロマン・ミハイロヴィチ：1359年頃 - 1370年（初代ブリャンスク公とは別人）
- ドミトリユス・アルギルダイティス：1370年頃- 1380年
- ロマン・ミハイロヴィチ（再任）：1380年 - 1401年
- シュヴィトリガイラ・アルギルダイティス：1401年 - 1430年